# Nexus 7 (2013)
Google Nexus 7 (2013) též nazývaný jako druhá generace nebo jen II, je další dílo Asusu pod taktovkou Googlu. Jedná se o pokračovatele modelu Nexus 7. Silný procesor se stará o dobrý výkon (téměř dvojnásobný než u první generace), aktualizace OS tablet dostane vždy jako první spolu s ostatními z rodiny Nexus a cena tohoto tabletu se pohybuje kolem 6500 – 8000 CZK. Tablet byl představen 24. července 2013 na konferenci Googlu spolu s novým Androidem Jelly Bean ve verzi 4.3 a zařízením Chromecast. Tento model se bude prodávat v následujících variantách: 16 GB WiFi, 32 GB WiFi a 32 GB 4G LTE. Oproti předchozímu modelu Nexusu 7 zde přibyl 5 Mpx fotoaparát na zadní straně, postrádá však LED diodu pro přisvětlení. Záda jsou opět pokryta měkčeným plastem, Soft Touchem, který byl u první generace velice oblíbený. Dále se změnil reproduktor, ten je nyní duální a jeho výdechy jsou umístěny na horní a spodní hraně. Google se chlubí tím, že tablet má téměř dvojnásobný výkon a je o 2,75 mm užší než originální Nexus. Baterie by měla zvládnout až 9 hodin přehrávání Full HD videa a 10 surfování přes WiFi na internetu. Dobíjet lze tento model i přes bezdrátovou nabíječku.